# Crazy (Seal-Lied)
Crazy ist ein Lied von Seal aus dem Jahr 1990, das von ihm und Guy Sigsworth geschrieben wurde. Es erschien auf dem Album Seal.

## Hintergrund
Zu dem Lied Crazy ließ sich Seal im Jahr 1990 durch den Fall der Berliner Mauer („through a fractal on a breaking wall I see you my friend“) und das Tian’anmen-Massaker („Crazy yellow people walking through my head / One of them's got a gun to shoot the other one“) inspirieren. 2015 sagte Seal dazu in einem Interview: „Ich fühlte mich wie am Höhepunkt eines Zyklus. Ich empfand, dass die Welt sich verändert hat und tiefgreifende Dinge geschehen.“
Als Trevor Horn den Song produzierte, ging die Prozedur mit einer Dauer von zwei Monaten einher. „Crazy war nicht leicht aufzunehmen, weil es ein anspruchsvolles Lied ist.“

## Rezeption
Die Single wurde am 26. November 1990 veröffentlicht. In den Ländern Schweiz, Belgien, Niederlanden und Schweden wurde der Popsong ein Nummer-eins-Hit. Für den Verkauf von 200.000 Exemplaren gewann Seal eine Silberne Schallplatte und später 1992 beim Ivor Novello Award in der Kategorie Songwriting.
Im August 1991 standen mit Crazy, Right Here, Right Now von Jesus Jones und Wind of Change von den Scorpions gleich drei Songs mit Bezug zum Mauerfall in den Top Twenty der Billboard Hot 100.
Crazy war in den Serien Baywatch – Die Rettungsschwimmer von Malibu und Cold Case – Kein Opfer ist je vergessen sowie den Filmen Jim Carroll – In den Straßen von New York  und Manta Manta zu hören. Der Song war auch Titellied der Serie Murder One.

## Musikvideo
Für die Regie des Musikvideos ist Big TV verantwortlich. Es sind mehrere Doppelgänger von Seal zu sehen, die das Lied singen, und kurz vor der Bridge sieht man eine Tänzerin. Das Video endet damit, dass Seal eine Taube auf einem Finger hält und Schnee auf ihn fällt.

## Kommerzieller Erfolg

### Chartplatzierungen
| ChartsChartplatzierungen       | Höchstplatzierung | Wochen |
| ------------------------------ | ----------------- | ------ |
| Deutschland (GfK)              | 2 (25 Wo.)        | 25     |
| Österreich (Ö3)                | 5 (18 Wo.)        | 18     |
| Schweiz (IFPI)                 | 1 (23 Wo.)        | 23     |
| Vereinigte Staaten (Billboard) | 7 (19 Wo.)        | 19     |
| Vereinigtes Königreich (OCC)   | 2 (15 Wo.)        | 15     |

| ChartsJahrescharts (1991)      | Platzierung |
| ------------------------------ | ----------- |
| Deutschland (GfK)              | 13          |
| Österreich (Ö3)                | 19          |
| Schweiz (IFPI)                 | 5           |
| Vereinigte Staaten (Billboard) | 75          |
| Vereinigtes Königreich (OCC)   | 38          |

### Auszeichnungen für Musikverkäufe
| Land/Region                  | Auszeichnungen für Musikverkäufe (Land/Region, Auszeichnung, Verkäufe) | Verkäufe |
| ---------------------------- | ---------------------------------------------------------------------- | -------- |
| Neuseeland (RMNZ)            | Gold                                                                   | 5.000    |
| Vereinigtes Königreich (BPI) | Gold                                                                   | 400.000  |
| Insgesamt                    | 2× Gold ·                                                              | 405.000  |

Hauptartikel: Seal/Auszeichnungen für Musikverkäufe

## Coverversionen
- 1995: Talisman
- 2002: Amber
- 2002: Iron Savior
- 2003: Me First and the Gimme Gimmes
- 2004: Brooklyn Bounce
- 2005: Alanis Morissette
- 2006: Helena Paparizou
- 2009: Jeff Scott Soto
- 2010: Alex Megane